# المراجعات الرياضياتية
المراجعات الرياضياتية (بالإنجليزية: Mathematical Reviews) هي دورية وقاعدة بيانات على الإنترنت تنشرها الجمعية الرياضياتية الأمريكية (AMS) تحتوي على ملخصات موجزة وتقييمات لكثير من المقالات في الرياضيات والإحصاء وعلم الحاسوب النظري.